# St. Elias (Ankawa)

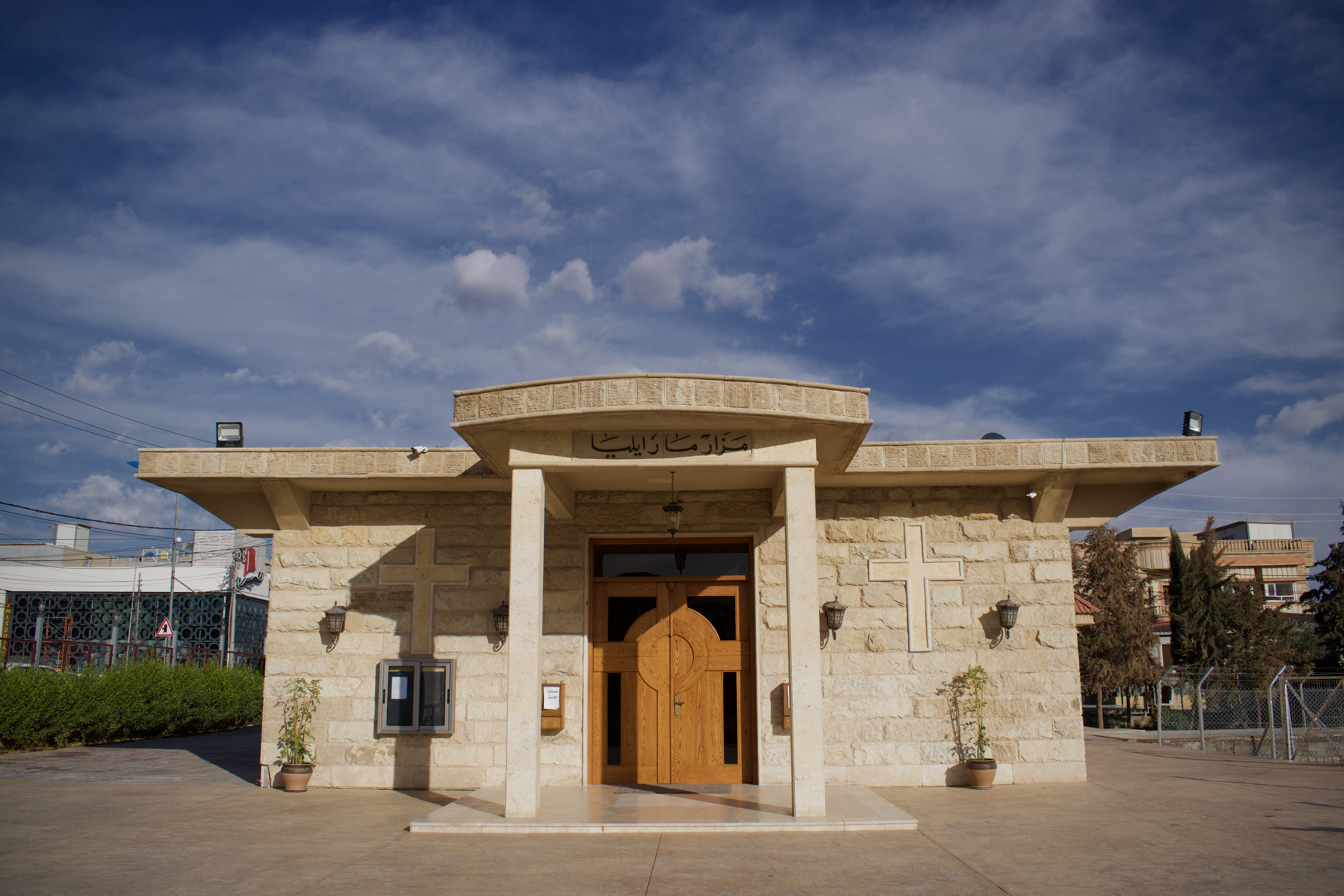
Eliaskirche in Ankawa, 2018

Die Kirche Mar Elia, die Eliaskirche (arabisch كنيسة مار ايليا), ist eine Kirche in der irakischen Stadt Ankawa. Sie gehört zur Erzeparchie Erbil der Chaldäisch-katholischen Kirche und liegt im alten Teil Ankawas.

## Standort
Die chaldäische Kirche Mar Elia steht im nördlichen Teil des historischen Kerns von Ankawa rund 300 m nördlich der assyrischen Johanneskathedrale, etwa 500 m östlich der chaldäischen St.-Georg-Kirche und der syrisch-katholischen Mart-Schmoni-Kirche, rund 800 m nördlich der chaldäischen Josefskathedrale und 1,5 km westlich der neuen syrisch-orthodoxen Kirche Unserer Lieben Frau vom Licht.

## Geschichte
An der Stelle der heutigen chaldäischen Eliaskirche gab es schon längere Zeit eine Kapelle. Der Name Elia wird mit verschiedenen Personen in Zusammenhang gebracht: Zum einen der Prophet Elia, zum anderen ein Mar Elia, der als assyrischer Mönch im 6. Jahrhundert im Nordirak lebte. Für diesen steht im Hof der Kirche Mar Elia eine Statue. Schließlich gab es im 19. Jahrhundert einen christlichen Märtyrer Elia Abdoka oder Mirakor aus Ankawa, der vom Militärführer Mohammad Pasha Rawandozi gezwungen wurde, zum Islam zu konvertieren, im September 1831 aber zu seinem Glauben zurückkehrte. Auf seinem Grab an dieser Stelle stand Sahdha Eliya („Märtyrer Elia“). Die alte Kapelle wurde abgerissen und an ihrer Stelle 2005 die neue Kirche Mar Elia errichtet.
Bereits mit den ersten Christenverfolgungen nach der Invasion der USA im Irak ab 2003 kamen christliche Binnenflüchtlinge verschiedener Konfessionen, wenn auch mehrheitlich Chaldäer, in die bis dahin fast ganz chaldäische Stadt Ankawa. Mit dem Siegeszug der islamistischen Terrormiliz Daesch (IS), der im Juni 2014 Mossul und kurz darauf einen Großteil der Ninive-Ebene eroberte, ließ der Zustrom christlicher Flüchtlinge die Bevölkerung Ankawas von 30.000 auf 100.000 anschwellen. Die chaldäisch-katholische Kirche öffnete das Gelände der Eliaskirche und richtete so hier ein Flüchtlingslager ein, in dem die Kirche regelmäßig überfüllt war. Obwohl die Kirche chaldäisch war, kamen hier auch syrisch-katholische und syrisch-orthodoxe Christen zusammen. Mit der Rückeroberung der Ninive-Ebene und Mossuls 2016 bis 2017 kehrte ein Teil der Flüchtlinge zurück, allerdings fast niemand nach Mossul. Viele gingen ins Ausland, während andere eine Wohnung in Ankawa bezogen. Das Flüchtlingslager wurde im Laufe der Jahre bis Oktober 2016 geräumt und die chaldäische Kirche Mar Elia Ende 2016 restauriert.

## Architektur
Die chaldäische St-Elias-Kirche von Ankawa ist eine schlichte, moderne Hallenkirche mit Flachdach und mit Rundbogenfenstern beiderseits. Vorn hat sie einen kleinen Porticus und hinten, wo sich der Altar befindet, eine  kleine Kuppel mit Pyramidendach.